# Забрідська сільська рада (Черняхівський район)
Забрідська сільська рада — колишня адміністративно-територіальна одиниця та орган місцевого самоврядування у Черняхівському районі Волинської округи, Київської і Житомирської областей Української РСР та України з адміністративним центром у с. Забріддя.

## Населені пункти
Сільській раді були підпорядковані населені пункти:
- с. Забріддя
- с. Щеніїв

## Населення
Кількість населення ради, станом на 1923 рік, становила 1 764 осіб, кількість дворів — 413.
Відповідно до результатів перепису населення СРСР, кількість населення ради, станом на 12 січня 1989 року, становила 1 108 осіб.
Станом на 5 грудня 2001 року, відповідно до перепису населення України, кількість мешканців сільської ради становила 877 осіб.

## Склад ради
Рада складалася з 16 депутатів та голови.

## Керівний склад сільської ради
| ПІБ                            | Основні відомості                                                         | Дата обрання | Дата звільнення |
| ------------------------------ | ------------------------------------------------------------------------- | ------------ | --------------- |
| Воробйов Володимир Миколайович | Сільський голова, 1950 року народження, освіта, член народної партії      | 26.03.2006   | 31.10.2010      |
| Воробйов Володимир Миколайович | Сільський голова, 1950 року народження, освіта вища, член народної партії | 31.10.2010   |                 |

Примітка: таблиця складена за даними джерела

## Історія
Створена 1923 року в складі сіл Забріддя та Щеніїв Бежівської волості Житомирського повіту Волинської губернії. 7 березня 1923 року увійшла до складу новоствореного Черняхівського району Житомирської (згодом — Волинська) округи. 13 червня 1930 року, відповідно до наказу Волинського ОВК № 38 «Про утворення нових сільрад у Волинській окрузі», в с. Щеніїв утворено Щеніївську сільську раду.
Станом на 1 вересня 1946 року сільська рада входила до складу Черняхівського району Житомирської області, на обліку в раді перебувало с. Забріддя.
11 серпня 1954 року, внаслідок виконання указу Президії Верховної ради УРСР «Про укрупнення сільських рад по Житомирській області», до складу ради приєднано с. Щеніїв ліквідованої Щеніївської сільської ради Черняхівського району.
На 1 січня 1972 року сільська рада входила до складу Черняхівського району Житомирської області, на обліку в раді перебували села Забріддя та Щеніїв.
9 грудня 1985 року, відповідно до рішення Житомирського облвиконкому № 432 «Про деякі питання адміністративно-територіального устрою», до складу ради включено с. Городище ліквідованої Городищенської сільської ради Черняхівського району. 18 червня 1990 року, відповідно до рішення Житомирської обласної ради «Про внесення змін в адміністративно-територіальний устрій окремих районів», в с. Городище відновлено Городищенську сільську раду.
Припинила існування 27 листопада 2015 року через об'єднання до складу Високівської сільської територіальної громади Черняхівського району Житомирської області.